# John Keogh (Schauspieler)
John Keogh (* 1963) ist ein irisch-deutscher Schauspieler.

## Leben
Keogh war zum ersten Mal 1994 in der Filmbranche als Filmproduzent und Produktionsmanager in dem Kurzfilm Der Bach tätig. Sein Debüt als Schauspieler hatte er 2002 in dem Fernsehspielfilm Joe & Max in einer Nebenrolle als Reporter. Im gleichen Jahr hatte er verschiedene Nebenrollen in Der Pianist,  Equilibrium und in der Fernsehserie SK Kölsch sowie er trat von 2002 bis 2008 in 26 Folgen als Dr. Patrick Murphy in Die Anstalt – Zurück ins Leben auf. 2004 spielte Keogh in dem deutsch-amerikanischen Katastrophenfilm Apokalypse Eis des Regisseurs Christoph Schrewe an der Seite der Schauspieler Dean Cain und Bettina Zimmermann die Rolle deren Gegenspielers, den Wissenschaftler Klaus Hintze. Ebenfalls 2004 trat Keogh in Ein glücklicher Tag als Fred und in den Filmen In 80 Tagen um die Welt, Verführung in 6 Gängen sowie Beyond the Sea – Musik war sein Leben in verschiedenen Nebenrollen auf. In der irischen Comedy-Serie Killinaskully spielte er von 2004 bis 2008 den Charakter Philip Eno. Weitere Auftritte hatte Keogh 2007 in den Filmen Dresden – das Inferno als  Lt. Leslie und in Garage als Mr. Gallagher sowie 2009 in Die Freundin der Tochter als Schwedischlehrer und in Berlin 36 verkörperte er den US-amerikanischen Sportfunktionär Avery Brundage.
John Keogh lebt und arbeitet derzeit in Berlin und spricht neben seinen Muttersprachen Englisch und Deutsch auch Französisch.

## Filmografie
- 1994: Der Bach (The Stream, Kurzfilm, hier nur als Filmproduzent und Produktionsmanager)
- 2002: Joe & Max (Joe and Max)
- 2002: Der Pianist (The Pianist)
- 2002: Equilibrium
- 2002: SK Kölsch (Fernsehserie, Folge 44)
- 2002–2008: Die Anstalt – Zurück ins Leben (Fernsehserie, 26 Folgen)
- 2004: Apokalypse Eis (Post Impact)
- 2004: In 80 Tagen um die Welt (Around the World in 80 Days)
- 2004: Verführung in 6 Gängen
- 2004: Beyond the Sea – Musik war sein Leben (Beyond the Sea)
- 2004: Ein glücklicher Tag
- 2004–2008: Killinaskully (Fernsehserie)
- 2005: Im Namen des Gesetzes (Fernsehserie)
- 2005: Der ewige Gärtner (The Constant Gardener)
- 2006: Die Cleveren (Fernsehserie)
- 2006: Neun Szenen
- 2006: Dresden – das Inferno
- 2006: Das Konklave (The Conclave)
- 2006: Fay Grim
- 2006: Garage
- 2007: Das 100 Millionen Dollar Date
- 2008: Summer of the Flying Saucer
- 2008: Dell & Richthoven (Fernsehserie, 1 Folge)
- 2008: Insensitive (Kurzfilm)
- 2009: Die Freundin der Tochter
- 2009: Berlin 36
- 2009: The Clinic (Fernsehserie, 1 Folge)
- 2010: Der Ghostwriter
- 2011: Dschungelkind
- 2011: Anonymus
- 2013: The Berlin File
- 2013: Dubber for Dinner (Kurzfilm)
- 2013: Die letzte Fahrt
- 2014: Verbotene Liebe (Fernsehserie, zwei Folgen)
- 2014: Über-Ich und Du
- 2014: Verbotene Liebe (Fernsehserie, 2 Folgen)
- 2014: The Cut
- 2014: Der Usedom-Krimi: Mörderhus
- 2014: Alles ist Liebe
- 2015: World of Leem
- 2015: Toni Erdmann
- 2016: Le confessioni
- 2017: Tito, der Professor und die Aliens (Tito e gli alieni)
- 2018: Queue (Kurzfilm)
- 2018: Die Diplomatin – Jagd durch Prag
- 2018: You Are Wanted (Fernsehserie)
- 2018: Ruides: Trailer (Kurzfilm)
- 2018: Gelateria (Fernsehserie)
- 2020: Der Usedom-Krimi: Vom Geben und Nehmen
- 2021: Spencer
- 2022: Das Netz – Prometheus (Fernsehserie)
- 2024: Bonhoeffer: Pastor. Spy. Assassin.